# Фігурне катання на зимових Азійських іграх 1999
Змагання з фігурного катання на зимових Азійських Іграх 1999, що проходили з 3 по 5 лютого у Йонпхьон, у провінції Канвон (Південна Корея).

## Країни-учасники
У змаганні брало участь 38 спортсменів з 7 країн.
| Країна            | КС |
| ----------------- | -- |
| Китай             | 8  |
| Китайський Тайбей | 4  |
| Гонконг           | 2  |
| Японія            | 10 |
| Південна Корея    | 6  |
| Казахстан         | 3  |
| Узбекистан        | 5  |

## Медалісти
| Дисципліна                | Золото                     | Срібло                                   | Бронза                                        |
| ------------------------- | -------------------------- | ---------------------------------------- | --------------------------------------------- |
| Фігурне катання, чоловіки | Лі Ченцзян Китай           | Роман Скорняков Узбекистан               | Ґо Чженсінь Китай                             |
| Фігурне катання, жінки    | Тетяна Малініна Узбекистан | Аракава Сідзука Японія                   | Суґурі Фуміє Японія                           |
| Фігурне катання, пари     | Китай Шень Сюе Чжао Хунбо  | Казахстан Марина Халтуріна Андрій Крюков | Узбекистан Наталія Пономарьова Євген Свірідов |
| Спортивні танці на льоду  | Китай Ван Жуй Чжан Вей     | Японія Арікава Ріє Міямото Кендзі        | Південна Корея Ян Тхе Хва Лі Чхон Гун         |

## Таблиця медалей
| Місце                      | Країна         | Золото | Срібло | Бронза | Загалом |
| -------------------------- | -------------- | ------ | ------ | ------ | ------- |
| 1                          | Китай          | 3      | 0      | 1      | 4       |
| 2                          | Узбекистан     | 1      | 1      | 1      | 3       |
| 3                          | Японія         | 0      | 2      | 1      | 3       |
| 4                          | Казахстан      | 0      | 1      | 0      | 1       |
| 4                          | Південна Корея | 0      | 0      | 1      | 1       |
| Разом                      | Разом          | 4      | 4      | 4      | 12      |
| Примітка: приймаюча країна |                |        |        |        |         |

## Результати

### Чоловіки
| Місце | Атлет                      | Результат |
| ----- | -------------------------- | --------- |
| 1     | Лі Ченцзян Китай           | 1.5       |
| 2     | Роман Скорняков Узбекистан | 3.5       |
| 3     | Ґо Чженсінь Китай          | 4.0       |

### Жінки
| Місце | Атлет                      | Результат |
| ----- | -------------------------- | --------- |
| 1     | Тетяна Малініна Узбекистан | 2.0       |
| 2     | Аракава Сідзука Японія     | 2.5       |
| 3     | Суґурі Фуміє Японія        | 4.5       |

### Пари
| Місце | Атлет                                         | Результат |
| ----- | --------------------------------------------- | --------- |
| 1     | Китай Шень Сюе Чжао Хунбо                     | 1.5       |
| 2     | Казахстан Марина Халтуріна Андрій Крюков      | 3.0       |
| 3     | Узбекистан Наталія Пономарьова Євген Свірідов | 4.5       |

### Спортивні танці на льоду
| Місце | Атлет                                 | Результат |
| ----- | ------------------------------------- | --------- |
| 1     | Китай Ван Жуй Чжан Вей                | 2.0       |
| 2     | Японія Арікава Ріє Міямото Кендзі     | 4.0       |
| 3     | Південна Корея Ян Тхе Хва Лі Чхон Гун | 6.6       |